# Il detective sonnambulo
Il detective sonnambulo è un romanzo di Vanni Santoni pubblicato nell'aprile 2025 da Mondadori. Ambientato tra Parigi, Berlino, Davos e Venezia, affronta in chiave narrativa, nella cornice di un quadrilatero sentimentale, temi come il rapporto tra arte e attivismo, la crisi climatica globale, la nuova finanza digitale e soprattutto la possibilità (o meno) degli individui di influenzare il corso della Storia.

## Trama
Nella Parigi di oggi, Martino, un giovane italiano spiantato e sognatore già pentitosi di essersi trasferito in quella città così costosa e ostile, si innamora di Johanna, una ragazza francese scostante, magnetica e forse dotata di una doppia vita. Quando Johanna scompare nel nulla, Martino la cerca disperato in giro per Parigi, finché dopo una serie di rocambolesche vicissitudini e l'inattesa alleanza con una militante anarchica non approderà alla corte di un enigmatico e giovanissimo multimilionario, ritrovandosi invischiato in trame molto più grandi di lui e potenzialmente assai pericolose.